# Дроздовый сорокопут
Дроздовый сорокопут (лат. Lanioturdus torquatus) — вид воробьинообразных из семейства Сережкоглазки (Platysteiridae), единственный в одноимённом роде (Lanioturdus).
Птицы обитают в каменистых местностях, засушливых саваннах, субтропических и тропических (низменных) засушливых и высокогорных кустарниковых зарослях, на берегах рек, ручьёв и морских заливов, на высоте до 1000 метров над уровнем моря, на юго-западе Анголы и северо-западе и центральной Намибии. Длина тела 15 см, масса около 32 грамм.